# Rio Missinaibi
O rio Missinaibi localiza-se no norte da província de Ontário, Canadá. Estende-se desde o Lago Missinaibi, ao norte de Chapleau, e deságua no Rio Moose, o qual desagua na Baía de James. Tem aproximadamente 713 km de extensão.